# Bożenica (Bułgaria)
Bożenica (bułg. Боженица) – wieś w Bułgarii, w obwodzie sofijskim, w gminie Botewgrad. Według danych szacunkowych Ujednoliconego Systemu Ewidencji Ludności oraz Usług Administracyjnych dla Ludności, 15 września 2022 roku miejscowość liczyła 112 mieszkańców.

## Historia
W późnej starożytności i średniowieczu życie osadnicze skupiało się wokół twierdzy Bożeniszki Urwicz. W tureckich księgach podatkowych z 1607 roku wieś oznaczona jest jako Bożenicze. W 1806 roku na terenie dzisiejszej wsi otwarto pierwszą w gminie szkołę monasterską, która początkowo mieściła się w domach prywatnych. W 1897 r. otwarto czitaliszte „Samorazwitie”.

## Zabytki
Do rejetru zabytków zalicza się cerkiew „Świętej Petki”, która pochodzi z czasów przed wyzwoleniem spod panowania osmańskiego i posiada specyficzną dzwonnicę, która jest również przedstawiona w herbie Bożenicy. Obok cerkwi „Świętej Petki” znajduje się budynek dawnej szkoły religijnej, która dziś została przekształcona w muzeum, oddział Muzeum Historycznego – Botewgrad.

## Osoby związane z miejscowością

### Urodzeni
- Nikoła Georgiew (1903–?) – bułgarski generał-major